# Toon Heuwekemeijer
Antonius Johannes (Toon) Heuwekemeijer (Amsterdam, 14 december 1899 – Almelo, 14 december 1984) was een Nederlands muziekuitgever.
Hij was zoon van concertorganisator Antonius Augustinus Heuwekemeijer en Catharina Petronella Wilhelmina Ammerman. De gehele familie zat in de muziek, maar alleen jongere zus Toos Heuwekemeijer (harp) en jongere broer Piet Heuwekemeijer (viool) maakten er hun beroep van. Hijzelf was sinds 1928 getrouwd met Marina Elisabeth Jacoba Antonia van der Kerkhof. Het echtpaar kreeg minstens twaalf kinderen. Het echtpaar Heuwekemeijer woonde in Amsterdam aan het Linnaeushof, Bredeweg 21 en Weteringstraat voordat hij na het overlijden van zijn vrouw in 1981 verhuisde naar Almelo.
Toon heeft alleen de lagere school doorlopen en begon als pianist bij Max Tak, spelend in Tuschinski. Hij startte in 1922 de muziekwinkel A.J. Heuwekemeijer, die al vrij snel daarna ook muziekuitgeverij (A.J. Heuwekemeijer & Zn en Edition Heuwekemeijer) werd. Er werden vooral educatieve uitgaven verzorgd. Zo kwam er een leerboek voor blokfluit van Henk J. van Duuren en Kees Otten, piano van Jan Nieland, orgel van Albert de Klerk en gitaar van Dick Visser. Hij drukte voorts Oudnederlandse muziek met werken van Johan Nicolaas Lentz (Clavecimbelconcert), Antonio Mahault (Sinfonia), Jacobus Nozeman (Sonates) en werken van Albertus Groneman, Hendrik Focking en Benedictus Buns. Van componist Johann Gottfried Eckhard werd het complete oeuvre voor clavecimbel en pianoforte gedrukt. Het was A.J. Heuwekemeijer, dat het enige teruggevonden werk van Hendrik Speuy heruitgaf. Ook Gaspard Le Roux kreeg heruitgaven.
Voor zijn werkzaamheden werd hij in 1976 benoemd tot ridder in de Orde van Oranje-Nassau. Zijn rouwadvertentie bevatte een tekst van Joost van den Vondel: 
God is de liefde zelf (De liefde is t’hooghste loth)
Wie in de liefde blijft, blijft eeuwigh’lijk in God.
Dochter Nel Niekus Heuwekemeijer was jarenlang kerkorganist, -pianist en klavecinist in de omgeving van Haaksbergen. Zoon Adalbart Heuwekemeijer was oprichter van Stichting Concertino, een stichting in en om Dronten, die ruimte gaf aan opkomend muzikaal talent; hij werd eveneens benoemd in de Orde van Oranje-Nassau.
Toon werd begraven op de RK Begraafplaats te Almelo.